# Список депутатов Верховного Совета Казахской ССР IX созыва
Депутаты Верховного Совета Казахской ССР IX созыва (1975—1980). Избраны на выборах Верховного Совета Казахской ССР 15 июня 1975 года.
За кандидатов в депутаты Верховного Совета Казахской ССР по всем избирательным округам голосовало 7 843 898 избирателей, или 99,91 процента от общего числа избирателей, принявших участие в голосовании. Против кандидатов в депутаты голосовали 7105 человек, или 0,09 процента от числа избирателей, участвовавших в голосовании.
В Верховный Совет Казахской ССР избрано 490 депутатов. В составе избранных депутатов 245 рабочих и колхозников, или 50,0 процента, 174 женщины, или 35,5 процента, 324 члена и кандидата в члены КПСС, или 66,1 процента, 166 беспартийных, или 33,9 процента, лиц в возрасте до 30 лет 79 человек, или 16,1 процента, в том числе 50 членов ВЛКСМ, или 10,2 процента. 358 депутатов, или 73,1 процента не являлись депутатами Верховного Совета Казахской ССР восьмого созыва.

## город Алма-Ата
1. Абденов, Сайлаубек Орынбасарович, студент Алма-Атинского зооветеринарного института, Вузовский округ.
2. Абдрашитов, Хаким Шакирович, заведующий Общим отделом ЦК КП Казахстана. Алма-Атинский — Дзержинский округ.
3. Аухадиев, Кенес Мустаханович, председатель исполкома Алма-Атинского городского Совета депутатов трудящихся. Алма-Атинский — Кировский округ.
4. Балтагулов, Избасар, второй секретарь Алга-Атинского горкома КП Казахстана. Алма-Атинский — Панфиловский округ.
5. Диордиев, Евгений Яковлевич, артист Республиканского русского театра драмы имени Ю. Лермонтова. Алма-Атинский — Фрунзенский округ.
6. Дуйсенов, Шабден Каримбекович, машинист локомотивного депо. Алма-Атинский железнодорожный округ.
7. Есбергенова, Бакытжан, ткачиха Алма-Атинского хлопчатобумажного комбината имени 50-летия Октябрьской революции. Алма-Атинский западный округ.
8. Забудская, Галина Александровна, рабочая скорняжно-шапочного цеха Алма-Атинского мехового комбината имени 50-летия СССР, Джетысуский округ.
9. Зинченко, Василий Григорьевич, первый секретарь Калининского райкома КП Казахстана. Алма-Атинский комсомольский округ.
10. Иванов, Борис Александрович, генеральный директор трикотажной фирмы имени Ф. Э. Дзержинского. Алма-Атинский — Ленинский округ.
11. Катаев, Турганбек Катаевич, министр высшего и среднего специального образования Казахской ССР. Алма-Атинский — Калининский округ.
12. Кунантаева, Куляш, ректор Казахского государственного женского педагогического института. Алма-Атинский коммунистический округ.
13. Мамбетов, Азербайжан Мадиевич, директор главный режиссёр Казахского государственного академического театра драмы имени Ауэзова. Алма-Атинский — Орджоникидзевский округ.
14. Махамбетова, Раиса Таймановна, маляр треста «Алмаатаотделстрой». Джандосовский округ.
15. Мусрепов, Габит Махмудович, писатель, Абайский округ.
16. Нурпеисов, Абдижамил Каримович, писатель. Аэропортовский округ.
17. Осипова, Юлия Петровна, литейщица Алма-Атинского производственного объединения по переработке пластмасс «Кзыл ту». Тастакский округ.
18. Попков, Михаил Данилович, генерал-лейтенант. Майский округ.
19. Попов, Виктор Павлович, токарь Алма-Атинского завода тяжёлого машиностроения. Алма-Атинский Советский округ.
20. Поцелуев-Снегин, Дмитрий Фёдорович, секретарь правления Союза писателей Казахстана. Сайранский округ.
21. Рахмадиев, Еркегали, председатель правления Союза композиторов Казахстана, ректор Казахской государственной консерватории имени Курмангазы. Алма-Атинский — Октябрьский округ.
22. Симонова, Валентина Ивановна, шлифовальщица завода имени С. М. Кирова. Алма-Атинский промышленный округ.
23. Статенин, Андрей Григорьевич, управляющий делами ЦК КП Казахстана. Медеуский округ.
24. Сулейменов, Сатбай Джумагалиевич, генеральный директор производственного объединения «Казтрактородеталь». Алма-Атинский — Ауэзовский округ.
25. Тлеулиев, Абдыманап, генерал-майор. Элеваторский округ.
26. Тумарбеков, Ахмет, заместитель министра внутренних дел Казахской ССР. Алма-Атинский северный округ.

## Алма-Атинская область
1. Абдибаева, Кулан, старший чабан колхоза имени Крупской Нарынкольского района. Нарынкольский округ.
2. Авсиевич, Ксения Ивановна, звеньевая колхоза «Луч Востока» Талгарского района. Дзержинский округ.
3. Акишев, Садвакас Абыкаевич, старший чабан совхоза «Айдарлинский» Куртинского района. Куртинский округ.
4. Алдабергенов, Капан Талипович, председатель колхоза имени Калинина Талгарского района. Фрунзенский округ.
5. Алишева, Рапия Мукашевна, доярка опытного хозяйства «Каскеленское» Казахского института земледелия, Каскеленский район. Новочемолганский округ.
6. Аляскарова, Халидам Курхалиевна, трактористка колхоза имени XXIII партсъезда Уйгурского района. Большеаксуский округ.
7. Арыстанбеков, Хайдар Арыстанбекович, ректор Казахского государственного сельскохозяйственного института. Кегенский округ.
8. Батталханов, Заманбек Батталханович, первый секретарь Илийского райкома КП Казахстана. Бурундайский округ.
9. Григорьева, Лидия Фёдоровна, телятница совхоза «Алатау» Каскеленского района. Большеалмаатинский округ.
10. Джусупов, Бекайдар, министр юстиции Казахской ССР. Иссыксский округ.
11. Дорохов, Иван Иванович, второй секретарь обкома КП Казахстана. Талгарский округ.
12. Елагин, Семён Дмитриевич, председатель исполкома областного Совета депутатов трудящихся. Каскеленский округ.
13. Ерекепов, Орынтай, шофер совхоза «Бериктас» Джамбулского района, Унгуртасский округ.
14. Керейбаев, Бекболат, комбайнер совхоза «Тескенсуский» Чиликского района. Каратурукский округ.
15. Кравченко, Валентин Прокофьевич, директор совхоза «Каскеленский» Илийского района. Комсомольский округ.
16. Кузнецова, Нина Тимофеевна, бригадир опытного хозяйства Казахской машиноиспытательной станции, Каскеленский район. Ленинский округ.
17. Кунаев, Динмухамед Ахмедович, член Политбюро ЦК КПСС, первый секретарь ЦК КП Казахстана. Баканасский округ.
18. Малыбаев, Сайлаубай, комбайнер колхоза имени Абая Нарынкольского района. Саржасский округ.
19. Мухамедгалиев, Фазул Мухамедгалиевич, председатель бюро Восточного отделения Всесоюзной академии сельскохозяйственных наук имени В. И. Ленина. Панфиловский округ.
20. Павлович, Владимир Викторович, заведующий отделом лёгкой и пищевой промышленности ЦК КП Казахстана. Узынагашский округ.
21. Паримбетов, Беркимбай Паримбетович, постоянный представитель Совета Министров Казахской ССР при Совете Министров СССР. Чиликский округ.
22. Сарсенова, Даметкен Жайляуовна, председатель исполкома Ленинского сельского Совета депутатов трудящихся Илийского района. Жетыгенский округ.
23. Сеитова, Рахилям Сеитовна, звеньевая колхоза имени Свердлова Уйгурского района. Чунджинский округ.
24. Склярова, Зинаида Владимировна, доярка учебно-опытного хозяйства «Джанашарское», Энбекшиказахского района. Александровский округ.
25. Смирнова, Вера Алексеевна, штукатур стройуправления гражданских и промышленных объектов «Иртышгэсстрой», г. Капчагай. Капчагайский округ.
26. Уалиева, Нурыш, механизатор совхоза «Кегенский» Кегенского района. Жаланашский округ.
27. Шкирченко, Светлана Антиповна, рабочая совхоза «Гигант» Энбекшиказахского района. Тургенский округ.

## Актюбинская область
1. Акжигитова, Бибигуль Капановна, приготовитель силикатной массы Актюбинском завода силикатных стеновых материалов. Актюбинский — Ленинский округ.
2. Балмаханов, Абдир, директор совхоза имени В. И. Ленина Темирского района. Темирский округ.
3. Бекенов, Темиргали, второй секретарь обкома КП Казахстана. Алгинский округ.
4. Беркимбаев, Сматулла Молдашевич, первый секретарь Байганинского райкома КП Казахстана. Байганинский округ.
5. Галымов, Бекиш, старший чабан совхоза имени Курманова Уилского района. Уилский округ.
6. Гартвиг, Мария Алексеевна, бригадир овощеводческой бригады совхоза «Хобдинский» Хобдинского района. Хобдинский округ.
7. Ещенко, Александра Григорьевна, доярка колхоза имени Карла Маркса Мартукского района. Мартукский округ.
8. Жакупов, Ануар Камзинович, министр автомобильного транспорта Казахской ССР. Комсомольский округ.
9. Жангалиева, Багила Даулетжановна, трактористка колхоза имени Джамбула Новороссийского района. Новороссийский округ.
10. Жук, Василий Григорьевич, председатель колхоза «Красное поле» Ленинского района. Ленинский округ.
11. Козыбаев, Оразалы Абилович, исполняющий обязанности председателя исполкома областного Совета депутатов трудящихся. Карабутакский округ.
12. Кузьминцева, Антонина Александровна, учительница средней школы № 439 г. Челкар. Челкарский городской округ.
13. Лисовский, Владимир Николаевич, машинист тепловоза локомотивного депо станции Кандагач. Октябрьский округ.
14. Ниязбеков, Сабир Билялович, председатель Президиума Верховного Совета Казахской ССР. Иргизский округ.
15. Салтыбаев, Сакен Абильгазиевич, заведующий отделом торговых, плановых и финансовых органов ЦК КП Казахстана. Мугоджарский округ.
16. Такежанов, Саук Темирбаевич, заместитель председателя Совета Министров, председатель Госплана Казахской ССР. Челкарский сельский округ.
17. Титенкова, Галина Николаевна, бригадир поточной линии карамельного цеха кондитерской фабрики, г. Актюбинск. Актюбинский округ.
18. Тренин, Виктор Егорович, первый секретарь Актюбинского райкома КП Казахстана. Актюбинский сельский округ.
19. Турмагамбетов, Петр Туменбаевич, первый секретарь Актюбинского горкома КП Казахстана. Актюбинский железнодорожный округ.
20. Шкуренко, Игорь Порфирьевич, директор завода «Актюбрентген». Актюбинский — Калининский округ.

## Восточно-Казахстанская область
1. Абилгаламова, Кульмиш, чабан совхоза «Карасуский» Тарбагатайского района. Тарбагатайский округ.
2. Алимжанов, Ануарбек Турлыбекович, первый секретарь правления Союза писателей Казахстана. Ушановский округ.
3. Альдербаев, Молдан, министр лесной и деревообрабатывающей промышленности Казахской ССР. Шахтёрский округ.
4. Андреев, Вадим Константинович, генерал-лейтенант. Серебрянский округ.
5. Архипов, Анатолий Лукич, первый секретарь Шемонаихинского райкома КП Казахстана. Шемонаихинский округ.
6. Ашимов, Байкен Ашимович, председатель Совета Министров Казахской ССР. Зайсанский округ.
7. Баекин, Кумаркан, старший чабан совхоза «Алтайский» Катон-Карагайского района. Катон-Карагайский округ.
8. Войлиненко, Татьяна Спиридоновна, токарь-револьверщица Усть-Каменогорского завода приборов. Усть-Каменогорский промышленный округ.
9. Воронин, Анатолий Романович, каменщик строительного управления «Жилстрой» треста «Лениногорсксвинецстрой», г. Лениногорск. Ульбастроевский округ.
10. Галяпин, Николай Дмитриевич, председатель колхоза имени Жданова Шемонаихинского района. Сугатовский округ.
11. Гордеева, Надежда Ивановна, крановщица «Востокмашзавода», г. Усть-Каменогорск. Центральный округ.
12. Гринина, Любовь Петровна, маляр стройуправления «Индустрой» треста «Алтайсвинецстрой», г. Усть-Каменогорск. Усть-Каменогорский округ.
13. Дементьев, Иван Ефремович, бригадир бурильщиков рудника имени XXII съезда КПСС. Зыряновского свинцового комбината. Зыряновский горняцкий округ.
14. Дорофеева, Людмила Алексеевна, заместитель директора по учебно-воспитательной работе Усть-Каменогорской средней школы № 19 Октябрьский округ.
15. Дьяченко, Анатолий Сергеевич, фрезеровщик Самарского районного объединения «Казсельхозтехника». Самарский округ.
16. Жумагулов, Шакен, второй секретарь обкома КП Казахстана. Большенарымский округ.
17. Змиенко, Яков Никифорович, тракторист-комбайнер совхоза «Каменский» Таврического района. Таврический округ.
18. Зырянова, Римма Михайловна, доярка колхоза имени Куйбышева Глубоковского района. Белоусовский округ.
19. Ибежанов, Акаш Джакилбекович, Первый секретарь Курчумского райкома КП Казахстана. Курчумский округ.
20. Калижаров, Кощкенбай, тракторист совхоза «Обуховский» Уланского района. Уланский округ.
21. Каримова, Антонина Ивановна, бригадир овощеводов совхоза «Иртышский» Глубоковского района. Глубоковский округ.
22. Каюков, Александр Федорович, старший обжигальщик гидрометаллургического цеха № 2 Усть-Каменогорского свинцово-цинкового комбината имени В. И. Ленина. Ленинский округ.
23. Китаева, Людмила Викентьевна, швея-мотористка Лениногорской фабрики верхнего трикотажа. Горняцкий округ.
24. Койчубаев, Садык Ахметович, председатель исполкома областного Совета депутатов трудящихся. Первомайский округ.
25. Лесечко, Алексей Кузьмич, первый секретарь Усть-Каменогорского горкома КП Казахстана. Защитинский округ.
26. Объедкова, Людмила Васильевна, старший флотатор обогатительной фабрики Березовского рудника Иртышского полиметаллического комбината. Предгорненский округ.
27. Платаев, Андрей Георгиевич, заведующий отделом административных органов ЦК КП Казахстана. Путинцевский округ.
28. Подойникова, Нина Ивановна, аппаратчица свинцово-цинкового комбината, г. Усть-Каменогорск. Заульбинский округ.
29. Рунков, Николай Петрович, тракторист-комбайнер совхоза «Никольский» Зыряновского горсовета. Бухтарминский округ.
30. Фабричнов, Сергей Михайлович, директор Лениногорского ордена Трудового Красного Знамени полиметаллического комбината. Лениногорский округ.
31. Фазылов, Малик Сабирович, министр иностранных дел Казахской ССР. Согринский округ.
32. Хаустова, Галина Алексеевна, машинист башенного крана треста «Зыряновскстрой». Зыряновский строительный округ.
33. Чайморданова, Кульжан, старший чабан совхоза «Кабинский» Маркакольского района. Маркакольский округ.
34. Чернышёв, Александр Иванович, министр коммунального хозяйства Казахской ССР. Аблакетский округ.

## Гурьевская область
1. Асабаев, Ксенбай, старший чабан фермы № 2 совхоза «Коммунизм таны» Эмбинского района. Эмбинский округ.
2. Борисова, Лидия Александровна, учительница школы № 4 имени В. И. Ленина, город Гурьев. Нефтепроводный округ.
3. Джиенбаев, Султан Сулейменович, заместитель председателя Совета Министров Казахской ССР. Гагаринский округ.
4. Джумагалиев, Калыбай, старший чабан совхоза «Тасшарильский» Кзылкогинского района. Кзылкогинский округ.
5. Жёлтиков, Октябрь Иванович, второй секретарь обкома КП Казахстана. Макатский округ.
6. Жумагалиев, Танат, старший чабан совхоза «Октябрьский» Денгизского района. Кировский округ.
7. Иванова, Валентина Петровна, аппаратчица Гурьевского химзавода имени 50-летия Октябрьской революции. Гурьевский заводской округ.
8. Казыбаев, Какимжан Казыбаевич, директор Информационного агентства при Совете Министров Казахской ССР. Геологоразведочный округ.
9. Кушеков, Унайбай Кушекович, председатель исполкома областного Совета депутатов трудящихся. Денгизский округ.
10. Суйнишкалиева, Калыя, замершица нефтегазодобывающего управления «Жайыкнефть» Махамбетского района. Махамбетский округ.
11. Тажкенова, Балажан, резчица-раздельщица Гурьевского рыбоконсервного комбината имени В. И. Ленина Балыкшинского района. Балыкшинский округ.
12. Таскинбаев, Есен, первый секретарь Гурьевского горкома КП Казахстана. Гурьевский округ.
13. Хайрошева, Муслима, звеньевая полеводческой бригады совхоза имени Амангельды Индерского района. Индерский округ.

## Джамбулская область
1. Аккозиев, Сеилхан, председатель исполкома областного Совета депутатов трудящихся. Джамбулский — Ждановский округ.
2. Байкошкаров, Берден Байкошкарович, первый секретарь Курдайского райкома КП Казахстана. Аухаттинский округ.
3. Баркалова, Татьяна Ивановна, резчик тканей закройного цеха швейной фабрики, г. Джамбул. Джамбулский — Фурмановский округ.
4. Бенсенбаев, Серикбай, старший чабан каракулеводческого совхоза «Сарысуский» Сарысуского района. Сарысуский округ.
5. Бекежанов, Дуйсетай, ответработник ЦК КП Казахстана. Таласский округ.
6. Беккулова, Серикуль, свекловичница совхоза «Дружба» Чуйского района. Новотроицкий округ.
7. Беспалова, Валентина Павловна, звеньевая совхоза имени Карла Маркса Джувалинского района. Джувалинский округ.
8. Бигазиев, Надыр Якияевич, старший чабан Луговского конезавода Луговского района. Луговской округ.
9. Василенкова, Пелагея Петровна, фильтровщица рафинадного завода Джамбулского сахарного комбината. Джамбулский сахарозаводской округ.
10. Жданов, Агей Евгеньевич, первый заместитель министра внутренних дел Казахской ССР. Кияктинский округ.
11. Имашев, Саттар Нурмашевич, секретарь ЦК КП Казахстана. Ровненский округ.
12. Кабашева, Бегай, свекловичница колхоза «Аккуль» Джамбулского района. Гродиковский округ.
13. Кетебаев, Камалбай, министр местной промышленности Казахской ССР. Курагатинский округ.
14. Лисикин, Николай Семёнович, слесарь локомотивного депо ст. Чу. Чуйский округ.
15. Лукьянова, Раиса Ивановна, свекловичница свеклосовхоза имени Розы Люксембург Курдайского района. Курдайский округ.
16. Михайлов, Фёдор Прокофьевич, редактор республиканской газеты «Казахстанская правда». Джамбулский железнодорожный округ.
17. Мурашкина, Вера Гавриловна, старший мельник дробильно-размольной фабрики ордена Ленина горно-химического комбината «Каратау». Жанатасский округ.
18. Назарбеков, Айтбай, первый секретарь Мойынкумского райкома КП Казахстана. Мойынкумский округ.
19. Нахманович, Александр Львович, председатель колхоза «Трудовой пахарь» Свердловского района. Свердловский округ.
20. Нурмагамбетов, Сагадат Кожахметович, генерал-лейтенант. Красногорский округ.
21. Омарова, Жамал, звеньевая по выращиванию сахарной свеклы колхоза имени XXII партсъезда Меркенского района. Костоганский округ.
22. Сокирко, Нина Ивановна, бригадир штукатуров-маляров домостроительного комбината треста «Джамбулстрой». Джамбулский строительный округ.
23. Темирбеков, Туйгынбек Темирбекович, директор Джамбулского фосфорного завода. Джамбулский — Кировский округ.
24. Торгаев, Нурхали, первый секретарь Меркенского райкома КП Казахстана. Меркенский округ.
25. Туребеков, Тлеугабыл, председатель исполкома Джамбулского городского Совета депутатов трудящихся. Джамбулский — Октябрьский округ.
26. Тыныбаев, Абубакир Алиевич, министр мелиорации и водного хозяйства Казахской ССР, Ассинский округ.
27. Шалов, Анатолий Фёдорович, второй секретарь обкома КП Казахстана. Каратауский округ.
28. Шамжанова, Рауза, председатель президиума Казахского общества дружбы и культурной связи с зарубежными странами. Ескичуйский округ.

## Джезказганская область
1. Байжанов, Сапар, редактор республиканской газеты «Социалистік Қазақстан». Улытауский округ.
2. Булишбаев, Алпысбай Булишбаевич, тракторист совхоза имени XXIII съезда КПСС Джездинского района. Джездинский округ.
3. Гаврилина, Надежда Ивановна, старший дежурный электрик обогатительной фабрики Джезказганского горно-металлургического комбината имени К. И. Сатпаева. Дворцовый округ.
4. Гиганова, Ксения Николаевна, заместитель главного врача Джезказганской облбольницы. Горняцкий округ.
5. Гребенюк, Василий Андреевич, министр цветной металлургии Казахской ССР. Кенгирский округ.
6. Емельянова, Валентина Ильинична, моторист строительного управления № 1 треста «Прибалхашстрой», г. Балхаш. Саякский округ.
7. Жумабеков, Камза Бижанович, председатель исполкома областного Совета депутатов трудящихся. Коктасский округ.
8. Искаков, Сатан, старший чабан совхоза «Женис» Жанааркинского района. Жанааркинский округ.
9. Касымова, Джагалтай Нукербековна, рабочая консервного цеха Балхашского рыбокомбината. Бертисский округ.
10. Клюшенков, Анатолий Егорович, бригадир комплексной проходческой бригады шахты № 57 Восточного рудника Джезказганского горно-металлургического комбината имени К. И. Сатпаева, г. Никольский. Никольский округ.
11. Кубашев, Сагидулла, заместитель председателя Совета Министров Казахской ССР. Агадырский округ.
12. Нагибин, Владимир Дмитриевич, директор Балхашского ордена Ленина горно-металлургического комбината имени 50-летия Октябрьской революции. Первомайский округ.
13. Разахова, Даметкен, доярка совхоза «Нураталдинский» Шетского района. Шетский округ.
14. Салыков, Какимбек, второй секретарь обкома КП Казахстана. Каражалский округ.
15. Утегалиев, Исхак Махмудович, министр рыбного хозяйства Казахской ССР. Балхашский округ.
16. Чиндяскина, Наталья Алексеевна, штукатур-маляр строительного управления «Отделстрой» треста «Казмедьстрой», г. Джезказган. Джезказганский округ.
17. Шайдаров, Жаманкул, первый секретарь Актогайского райкома КП Казахстана. Актогайский округ.

## Карагандинская область
1. Александрова, Надежда Сергеевна, штукатур домостроительного комбината треста «Карагандажилстрой». Карагандинский округ.
2. Анохин, Анатолий Михайлович, первый секретарь Темиртауского горкома КП Казахстана. Металлургический округ.
3. Аубакиров, Жумаш Аубакирович, председатель областного Совета профсоюзов. Темиртауский округ.
4. Башмаков, Евгений Федорович, заместитель председателя Совета Министров Казахской ССР. Карагандинский—Кировский округ.
5. Байдильдин, Булат Абдрахманович, председатель исполкома Карагандинского городского Совета депутатов трудящихся. Новомайкудукский округ.
6. Байсеитов, Рымбек Смакович, министр финансов Казахской ССР. Саранский округ.
7. Бондаренко, Василий Артемьевич, управляющий Казахской республиканском конторой Госбанка СССР. Новотихоновский округ.
8. Буторина, Наталья Николаевна, аппаратчица цеха полимеризации Карагандинского завода синтетического каучука. Соцгородскои округ.
9. Голобурда, Галина Александровна, рабочая колбасного, цеха Карагандинского мясокомбината. Михайловский округ.
10. Досанова, Несибельды, доярка совхоза «Победа» Ульяновского района. Ульяновский округ.
11. Досмагамбетов, Султан Капарович, председатель исполкома областного Совета депутатов трудящихся. Шаханский округ.
12. Есенов, Шахмардан, министр геологии Казахской ССР. Карагандинский заводской округ.
13. Жуков, Леонид Георгиевич, заведующий отделом транспорта и связи ЦК КП Казахстана. Энергетический округ.
14. Жумашева, Галия Балтабаевна, доярка совхоза имени Чкалова Нуринского района. Нуринский округ.
15. Зименок, Василий Петрович, бригадир проходческой бригады шахты «Актасская» производственного объединения «Карагандауголь» г. Сарань. Горняцкий округ.
16. Иванов, Михаил Степанович, министр торговли Казахской ССР. Советский округ.
17. Исаев, Борис Васильевич, первый секретарь Карагандинского горкома КП Казахстана. Карагандинский — Ленинский округ.
18. Кабдыкаримова, Нурбакыт, трактористка совхоза «Первомайский» Каркаралинского района. Каркаралинский округ.
19. Камалиденов, Закаш Камалиденович, первый секретарь ЦК ЛКСМ Казахстана. Комсомольский округ.
20. Карпова, Нина Михаиловна, машинист подъёма шахты «Абайская», г. Абай. Абайский округ.
21. Корниенко, Владимир Федорович, машинист тепловоза локомотивного депо станции Караганда—Сортировочная. Железнодорожный округ.
22. Купин, Леонид Павлович, газовщик доменного цеха Карагандинского металлургического комбината. Пролетарский округ.
23. Литман, Райнгольд Эмильянович, бригадир проходчиков шахты имени В. И Ленина, г. Шахтинск. Шахтинский округ.
24. Мустафин, Габиден, писатель. Карагандинский Комсомольский округ.
25. Омарова, Зауре Садвакасовна, министр социального обеспечения Казахской ССР. Карагандинский Октябрьский округ.
26. Приходченко, Нина Тихоновна, швея производственного объединения «Карагандаодежда». Новгородский округ.
27. Пырьева, Ирина Тимофеевна, аппаратчица обогатительной фабрики № 38 шахты имени 50-летия Октябрьской революции, г. Караганда. Ждановский округ.
28. Садыков, Нарманбет Кожемуратович, первый секретарь Егиндыбулакского райкома КП Казахстана. Егиндыбулакский округ.
29. Саяпина, Мария Тимофеевна, доярка совхоза «Ишимский» Осакаровского района. Осакаровский округ.
30. Сокольский, Дмитрий Владимирович, первый вице-президент Академии наук Казахской ССР. Менделеевский округ.
31. Спанов, Абдуали Спанович, второй секретарь обкома КП Казахстана. Молодёжный округ.
32. Столяр, Антонина Ивановна, машинист подъёма шахты «Карагандинская». Карагандинский— Амангельдинский округ.
33. Терещенко, Екатерина Федоровна, бригадир-овощевод совхоза имени Калинина Тельманского района. Тельманский округ.
34. Тищенко, Олег Иванович, директор Карагандинского металлургического комбината. Заводской округ.
35. Трофимов, Владимир Федорович, бригадир монтажников шахты «Михайловская». Карагандинский — Фурмановский округ.
36. Троценко, Зинаида Павловна, начальник Центрального статистического управления при Совете Министров Казахской ССР. Карагандинский—Горьковский округ.
37. Трухин, Петр Михайлович, генеральный директор производственного объединения по добыче угля «Карагандауголь». Абайский — Строительный округ.
38. Тургумбаев, Казбек Сатывалдиевич, машинист угольного комбайна шахты «Стахановская», г. Караганда. Майкудукский округ.
39. Шарманов, Турегельды Шарманович, министр здравоохранения Казахской ССР. Горбачевский округ.
40. Шумаева, Мария Антиповна, птичница птицефабрики «Курминская» Мичуринского района. Мичуринский округ.

## Кзыл-Ординская область
1. Асимова, Куляш, звеньевая совхоза «Теренозекский» Теренозекского района. Теренозекский округ.
2. Бакиров, Шаймерден Бакирович, председатель исполкома областного Совета депутатов трудящихся. Кзыл-Ординский железнодорожный округ.
3. Ержанова, Орынкул, звеньевая колхоза имени Муратбаева Казалинского района. Новоказалинский округ.
4. Есетов, Такей Есетович, первый секретарь Аральского райкома КП Казахстана. Аральский сельский округ.
5. Издикулова, Рабига, старший чабан совхоза имени 50-летия СССР Сырдарьинского района. Сырдарьипский округ.
6. Иманбаева, Жупаркул, учительница средней школы № 113 Кармакчинского района. Кармакчинский округ.
7. Калабаев, Дуйсемби, рыбак Куван-Дарьинской базы гослова Аральского рыбокомбината. Куландинский округ.
8. Каракожаев, Шазинда, директор совхоза «Красная звезда» Яныкурганского района. Яныкурганский округ.
9. Ковалёв, Владимир Георгиевич, первый секретарь Кзыл-Ординского горкома КП Казахстана. Кзыл-Ординский — Придарьинский округ.
10. Мауленов, Рысбай, тракторист-комбайнер колхоза «Кзыл-ту» Чиилийского района. Чиилийский округ.
11. Сарсембаев, Султан Момынович, второй секретарь обкома КП Казахстана. Ленинский округ.
12. Семыкин, Анатолий Григорьевич, бригадир котельного цеха теплоцентрали № 6. г. Кзыл-Орда. Кзыл-Ординский центральный округ.
13. Слажнев, Иван Гаврилович, первый заместитель председателя Совета Министров Казахской ССР. Аральский городской округ.
14. Смайлов, Камал, председатель Государственного комитета Совета Министров Казахской ССР по кинематографии. Казалинский округ.
15. Сытников, Владимир Петрович, заведующий отделом строительства и городского хозяйства ЦК КП Казахстана. Байгекумский округ.
16. Тулегенова, Улмекен, звеньевая совхоза «Мадениет» Джалагашского района. Джалагашский округ.
17. Фадеев, Валентин Илларионович, генерал-лейтенант. Калининский округ.

## Кокчетавская область
1. Абилева, Умут, доярка совхоза имени XXIV съезда КПСС Кокчетавского района. Красноярский округ.
2. Амерханова, Айман, доярка колхоза «Звезда коммуны» Чкаловского района. Чкаловский округ.
3. Ахметова, Тыйштык Мукатовна, заведующая учебной частью Шошкалинской средней школы Энбекшильдерского района. Энбекшильдерский округ.
4. Бижанова, Макен, рабочая колбасного цеха Кокчетавского мясокомбината, г. Кокчетав. Кокчетавский Комсомольский округ.
5. Ескендиров, Зейнулла Касенович, шофер совхоза имени Кирова Красноармейского района. Виноградовский округ.
6. Жигалов, Василий Фадеевич, второй секретарь обкома КП Казахстана. Келлеровский округ.
7. Зареева, Наталья Ивановна, птичница Щучинской птицефабрики. Щучинский сельский округ.
8. Исмаганбетов, Суюндук Маненович, бригадир тракторно-полеводческой бригады совхоза «Червонный» Куйбышевского района. Куйбышевский округ.
9. Каликов, Аманжол, председатель партийной комиссии ЦК КП Казахстана. Боровской округ.
10. Карумов, Маулетбай, первый секретарь Рузаевского райкома КП Казахстана. Рузаевский округ.
11. Крупчатников, Михаил Маркелович, механизатор совхоза «Киевский» Ленинградского района. Ленинградский округ.
12. Кузнецов, Николай Алексеевич, начальник Казахского управления гражданской авиации. Зерендинский округ.
13. Кузнецова, Нина Павловна, сверловщица Таинчинского ремзавода Красноармейского района. Красноармейский округ.
14. Моисеенко, Виктор Иванович, председатель исполкома областного Совета депутатов трудящихся. Валихановский округ.
15. Мусин, Курган Нурханович, министр сельского строительства Казахской ССР. Сырымбетский округ.
16. Одинцов, Виктор Алексеевич, токарь завода кислородно-дыхательной аппаратуры, г. Кокчетав. Кокчетавский — Кировский округ.
17. Пивоваров, Геннадий Алексеевич, первый секретарь Кзылтуского райкома КП Казахстана. Кзылтуский округ.
18. Пономаренко, Юрий Яковлевич, директор совхоза «Каменнобродский» Володарского района. Володарский округ.
19. Савенко, Татьяна Гавриловна, бригадир маляров управления отделочных работ № 5 треста «Кокчетавстрой». г. Кокчетав. Кочетавский округ.
20. Семёнова, Валентина Яковлевна, телятница совхоза «Имантавский» Арыкбалыкского района. Арыкбалыкский округ.
21. Хасенов, Хамит, председатель Государственного комитета Совета Министров Казахской ССР по телевидению и радиовещании. Ленинский округ.
22. Чириков, Анатолий Фёдорович, машинист тепловоза локомотивного депо станции Курорт-Боровое Казахской железной дороги. Щучинский городской округ.
23. Шукман, Владимир Александрович, электрослесарь совхоза «Тахтабродский» Чистопольского района. Чистопольский округ.

## Кустанайская область
1. Абенов, Нигмет Конуржанович, первый заместитель министра сельского хозяйства Казахской ССР. Орджоникидзевский округ.
2. Андриянова, Антонида Трофимовна, доярка совхоза «Рассвет» Тарановского района. Тарановский округ.
3. Батуров, Тимофей Иванович, министр энергетики и электрификации Казахской ССР. Наурзумский округ.
4. Байкенов, Нурли, генерал-майор, Комсомольский округ.
5. Билялов, Калий, заместитель председателя Совета Министров Казахской ССР. Рудный — Тобольский округ.
6. Бухарбаев, Турехан Халиевич, председателей Государственною комитета Совета Министров Казахской ССР по делам строительства. Лисаковский округ.
7. Виноградов, Геннадий Валентинович, начальник Управления Казахской железной дороги. Кустанайский—Бауманский округ.
8. Вовк, Галина Михайловна, бригадир комплексной бригады завода железобетонных линий треста «Железобетонстройдеталь» г. Рудный. Рудный индустриальный округ.
9. Ганжул, Екатерина Ивановна, доярка совхоза имени Джангильдина Боровского района. Боровской округ.
10. Гноевой, Николай Васильевич, первый секретарь Урицкого райкома КП Казахстана. Барвиновский округ.
11. Граур, Иван Филиппович, директор Соколовско-Сарбайского ордена Трудового Красного Знамени горно-обогатительного комбината. Рудный — Павловский округ.
12. Добровольская, Людмила Васильевна, механизатор совхоза имени Докучаева Урицкого района. Урицкий округ.
13. Жакетов, Сералы, председатель исполкома Карасуского районного Совета депутатов трудящихся. Карасуский округ.
14. Жаныбеков, Шангерей Жаныбекович, второй секретарь обкома КП Казахстана. Затобольский округ.
15. Жолдыбаев, Тойман, тракторист «Россия» Ленинского района. Ленинский округ.
16. Зелепухина, Вера Павловна, настильшица закройного цеха швейной фабрики «Большевичка», г. Кустанай. Кустанайский — Куйбышевский округ.
17. Изтаев, Аскар Изтаевич, старший скотник совхоза «Волгоградский» Джетыгаринского района. Джетыгаринский сельский округ.
18. Карбовский, Эдуард Семёнович, заведующая сельскохозяйственным отделом ЦК КП Казахстана. Федоровский округ.
19. Карпов, Михаил Григорьевич, директор совхоза «Москалевский» Семиозерного района. Сулыкольский округ
20. Кузьмина, Алевтина Ивановна, доярка совхоза «Краснопартизанский» Кустанайского района. Кустанайский сельский округ.
21. Макушев, Василий Васильевич, первый секретарь Кустанайского горкома КП Казахстана. Кустанайский — Ленинский округ.
22. Морозов, Василий Кириллович, бригадир тракторной бригады совхоза «Приозерный» Семиозерного района. Семиозерный округ.
23. Наймушин, Александр Дмитриевич, бригаду комплексной бригады стройуправления «Горжилстрой», г. Рудный. Рудный округ.
24. Остроухова, Валентина Николаевна, мотальщица Кустанайского камвольно-суконного комбината имени XXIII съезда КПСС. Кустанайский — Калининский округ.
25. Пономарёв, Николай Александрович, председатель исполкома областного Совета депутатов трудящихся. Кустанайский — Джамбулский округ.
26. Раскевич, Илья Максимович, директор совхоза «Пресногорьковский» Ленинского района. Пресногорьковский округ.
27. Сидорова, Вера Васильевна, первый секретарь Тарановского райкома КП Казахстана. Анановский округ.
28. Татаренко, Анатолий Алексеевич, механизатор совхоза имени Ломоносова Боровского района. Ломоносовский округ.
29. Тацких, Анна Тимофеевна, мастер машинного доения совхоза «Владимировский» Кустанайского района. Убаганский округ.
30. Тейхреб, Клавдия Юлисовна, доярка совхоза «Есенкольский» Комсомольского района. Карабалыкский округ.
31. Тынынбаев, Сартай Какимович, трактор комбайнер колхоза имени Чапаева Федоровского района. Пешковский округ.
32. Юдаева, Галина Анатольевна, регулировщица цеха обогащения фабрики № 1 Джетыгаринского асбестового комбината. Джетыгаринсий округ.
33. Ярмоленко, Алексей Игнатьевич, первый секретарь Камышинского райкома КП Казахстана. Камышнинский округ.

## Мангышлакская область
1. Айтниязов, Анес, оператор по добыче нефти и газа нефтегазодобывающего управления «Узеннефть». Узенский округ.
2. Гуляев, Николай Александрович, председатель исполкома областного Совета депутатов трудящихся. Форт-Шевченковский округ.
3. Давлетова, Рауза Султангалиевна, заместитель главного врача Мангышлакской областной больницы. Шевченковский округ.
4. Жарикбасов, Киикбай, старший чабан совхоза «Каракумский» Бейнеуского района. Бейнеуский округ.
5. Исаева, Таисья Ивановна, электромонтер Мангышлакской дистанции сигнализации и связи Казахской железной дороги. Ералиевский округ.
6. Мирошхин, Олег Семенович, второй секретарь обкома КП Казахстана. Центральный округ.
7. Мухамед-Рахимов, Тауфик Галеевич, заведующий отделом тяжёлой промышленности ЦК КП Казахстана. Нефтяной округ.
8. Суярова, Валентина Васильевна, старший лаборант-химик, г. Шевченко. Прибрежный округ.
9. Тажибаев, Смагул, первый секретарь Мангистауского райкома КП Казахстана, Мангистауский округ.
10. Тимонин, Виталий Иосифович, генеральный директор производственного объединения «Мангышлакнефть». Жетыбайский округ.

## Павлодарская область
1. Айткалиева, Мастура, главный врач детского санатория Экибастузского городского медицинского объединения. Экибастузский округ.
2. Акпаев, Аманча Сейсенович, председатель Комитета по физической культуре и спорту при Совете Министров Казахской ССР. Качирский округ.
3. Архангельская, Тамара Михайловна, доярка колхоза имени Шевченко Щербактинского района. Щербактинский округ.
4. Асаинов, Елемес Айтказинович, механизатор совхоза «Беловодский» Иртышского района. Иртышский округ.
5. Ахаева, Дамет, чабан-наставник комсомольско-молодёжной бригады совхоза имени Сатпаева Баянаульского района. Баянаульский округ.
6. Бурлаков, Юрий Михайлович, первый заместитель председателя Государственного планового комитета Совета Министров Казахской ССР. Железинский округ.
7. Витт, Анатолий Иванович, машинист роторного экскаватора разреза «Богатырь» производственного объединения «Экибастузутоль», Экибастузский горный округ.
8. Есин, Герман Фёдорович, бригадир комплексной бригады Павлодарского строительно-монтажного управления треста «Павлодарсельстрой» № 19. Павлодарский сельский округ.
9. Исиналиев, Михаил Иванович, заведующий отделом культуры ЦК КП Казахстана. Краснокутский округ.
10. Каирбаев, Махмет Каирбаевич, второй секретарь обкома КП Казахстана. Лебяжинский округ.
11. Карпей, Глафира Леонтьевна, доярка совхоза «Пресновский» Павлодарского района. Чернорецкий округ.
12. Кило, Виктор Петрович, первый секретарь Иртышского райкома КП Казахстана. Суворовский округ.
13. Козленко, Вера Кирилловна, доярка совхоза «Веселая роща» Железинского района. Михайловский округ.
14. Кризский, Виктор Иванович, старший плавильщик Ермаковского завода ферросплавов имени XXIV съезда КПСС. Ермаковский округ.
15. Мальцев, Николай Фадеевич, директор совхоза «Бобровка» Качирского района. Федоровский округ.
16. Мошкин, Вениамин Николаевич, сталевар Павлодарского тракторного завода имени Б. И. Ленина. Тракторозаводской округ.
17. Ольков, Николай Павлович, министр строительства предприятий тяжёлой индустрии Казахской ССР. Павлодарский центральный округ.
18. Пирожников, Геннадий Иванович, первый секретарь Павлодарского горкома КП Казахстана. Павлодарский железнодорожный округ.
19. Прокопов, Игорь Владимирович, директор Павлодарского алюминиевого завода имени −50 летия СССР. Павлодарский строительный округ.
20. Ревикатова, Руза, штукатур-маляр Павлодарского домостроительного комбината. Павлодарский Советский округ.
21. Садвакасов, Темеш, председатель исполкома областного Совета депутатов трудящихся. Майский округ.
22. Серкебаев, Ермек Бекмухамедович, солист Казахского государственного академического театра оперы и балета имени Абая. Экибастузский сельский округ.
23. Ушакова, Лидия Александровна, машинист турбины Павлодарской ТЭЦ-2. Павлодарский береговой округ.
24. Чапалова, Людмила Михайловна, оператор Павлодарской птицефабрики Ермаковского района. Ленинский округ.
25. Часовникова, Ариадна Леонидовна, заместитель председателя Президиума Верховного Совета Казахской ССР. Успенский округ.

## Северо-Казахстанская область
1. Ахметов, Каркен Ахметуллинович, управляющий делами Совета Министров Казахской ССР. Октябрьский округ.
2. Байсарина, Сарвар Мухамединовна, швея швейной фабрики «Комсомолка», г. Петропавловск. Подгорный округ.
3. Болатбаев, Нель Адгамович, председатель исполкома областного Совета депутатов трудящихся. Конюховский округ.
4. Брагин, Алексей Матвеевич, бригадир тракторно-полеводческой бригады совхоз «Приишимский» Сергеевского района. Сергеевский округ.
5. Давыдов, Иван Иванович, первый секретарь Петропавловского горкома КП Казахстана. Строительный округ.
6. Даиров, Музаппар, министр заготовок Казахской ССР. Тимирязевский округ.
7. Ефремов, Владимир Васильевич, директор машиностроительного завода, г. Петропавловск. Промышленный округ.
8. Имаков, Салий, председатель исполкома Советского районного Совета депутатов трудящихся. Советский округ.
9. Кох, Татьяна Фёдоровна, бригадир дойного гурта совхоза «Образцовый» Ленинского района. Явленский округ.
10. Кочубеева, Нина Пантелеймоновна, бригадир совхоза «40 лет Казахстана» Булаевского района. Булаевский округ.
11. Макаренко, Любовь Петровна, бригадир свинофермы совхоза «Новомихайловский» Мамлютского района. Мамлютский округ.
12. Матюшонок, Лидия Васильевна, доярка совхоза «Березовский» Соколовского района. Соколовский округ.
13. Месяц, Валентин Карпович, второй секретарь ЦК Компартии Казахстана. Киялинский округ.
14. Миллер, Иосиф Иванович, директор совхоза Карагандинский Возвышенского района. Возвышенский округ.
15. Мокина, Валентина Ивановна, слесарь машиностроительного завода имени В. В. Куйбышева, г. Петропавловск. Заводской округ.
16. Молин, Виктор Васильевич, арматурщик завода железобетонных изделий треста «Петропавлоскстрой». Центральный округ.
17. Муругова, Надежда Васильевна, доярка колхоза «Победа» Пресновского района. Пресновский округ.
18. Рожин, Геннадий Васильевич, тракторист совхоза «Джамбулский» Джамбулского района. Джамбулский округ.
19. Сивунова, Елена Ивановна, слесарь-электрик вагоноремонтного депо станции Петропавловск. Железнодорожный округ.
20. Хмара, Виктор Степанович, первый секретарь Бишкульского райкома КП Казахстана. Ждановский округ.
21. Шакиров, Галий Шакирович, второй секретарь обкома КП Казахстана. Тарангульский округ.

## Семипалатинская область
1. Абаева, Никара Бакировна, заместитель председателя исполкома областного Совета депутатов трудящихся. Иртышский округ.
2. Асенова, Агайша, мотористка Семипалатинского завода асбестоцементных изделий. Семипалатинский левобережный округ.
3. Буранбаев, Ербай, первый заместитель начальника Управления Казахской железной дороги. Семипалатинский железнодорожный округ.
4. Бурчакова, Антонина Макаровна, бригадир маляров строительного управления «Отделстрой» треста «Семипалатинскжилгражданстрой». Семипалатинский привокзальный округ.
5. Гончаров, Николай Никифорович, председатель правления колхоза «Расцвет» Жарминского района. Жарминский округ.
6. Долгополов, Иван Герасимович, генерал-лейтенант. Аягузский городской округ.
7. Дронова, Валентина Михайловна, обвалыщица Семипалатинского мясоконсервного комбината имени М. И. Калинина. Семипалатинский — Калининский округ.
8. Жаканов, Бейсенгали, старший чабан совхоза «Тарбагатайский» Аягузского района. Аягузский сельский округ.
9. Жакипов, Тельман, директор совхоза имени А. А. Жданова Абайского района. Абайский округ.
10. Каляева, Мария Касимовна, ткачиха Семипалатинского камзольно-суконного комбината. Семипалатинский — Комсомольский округ.
11. Караканов, Сагындык Хайруллинович, машинист-инструктор локомотивного депо станции Чарская Казахской железной дороги. Чарский округ.
12. Кашаганов, Екейбай, председатель исполкома областного Совета депутатов трудящихся. Аксуатский округ.
13. Кусаинова, Рыскан Куандыковна, чабан комсомольско-молодёжной овцеводческой бригады «Жасулан» совхоза «Большевик» Кокпектинского района. Кокпектинский округ.
14. Макашев, Шаймаганбек Оразбекович, первый секретарь Чубартауского райкома КП Казахстана. Чубартауский округ.
15. Макоед, Василий Адамович, тракторист совхоза «Башкульский» Бескарагайского района. Бескарагайский округ.
16. Матайбаева, Тыйштыбала Оскентаевна, бригадир Семипалатинской швейной фирмы «Большевичка». Семипалатинский береговой округ.
17. Мухамбетов, Айсагалий Абылкасымович, второй секретарь обкома КП Казахстана. Урджарский округ.
18. Новохатняя, Вера Ивановна, телятница колхоза имени С. М. Кирова Новошульбинского района. Новошульбинский округ.
19. Плахов, Владимир Борисович, министр мясной и молочной промышленности Казахской ССР. Семипалатинский центральный округ.
20. Савельев, Павел Васильевич, первый секретарь Семипалатинского горкома КП Казахстана. Семипалатинский заводозатонский округ.
21. Сапаргалиев, Бекмухаш, шофер колхоза имени А. А. Жданова Жанасемейского района. Жанасемейский округ.
22. Севрюков, Василий Кузьмич, секретарь ЦК КП Казахстана. Маканчинский округ.
23. Смирнов, Алексей Иванович, генерал-лейтенант. Семеновский округ.
24. Степанова, Александра Митрофановна, доярка колхоза «Красный дозор» Урджарского района. Некрасовский округ.
25. Хасенов, Ербосын Хасенович, председатель правления Казпотребсоюза. Акжалский округ.
26. Шрайнер, Элла Райнгольдовна, доярка колхоза «Путь к коммунизму» Бородулихинского района. Бородулихинский округ.

## Талды-Курганская область
1. Абдыказымова, Бибикамал Рахимовна, доярка колхоза имени Карла Маркса Кировского района. Мукринский округ.
2. Алпысбаев, Айтахын, первый секретарь Кербулакского райкома КП Казахстана. Сарыозекский округ.
3. Бекишев, Солтангул Бегенович, комбайнер совхоза имени Ленина Аксуского района. Аксуский округ.
4. Белалов, Имир Марупович, председатель колхоза имени Калинина Панфиловского района. Бирликский округ.
5. Гондаренко, Валентина Алексеевна, свинарка колхоза «Семиречье» Саркандского района. Саркандский округ.
6. Джандосов, Санджар Уразович, заведующий отделом науки и учебных заведений ЦК КП Казахстана. Октябрьский округ.
7. Досымбетова, Алия Бутабаевна, заведующая акклиматизаторным цехом птицефабрики колхоза «40 лет Октября» Панфиловского района. Панфиловский округ.
8. Евсенёв, Иван Петрович, председатель исполкома областного Совета депутатов трудящихся. Еркинский округ.
9. Ерошин, Владимир Алексеевич, тракторист колхоза имени С. М. Кирова Талды-Курганского района. Сахарозаводской округ.
10. Есбулатов, Макан, министр внутренних дел Казахской ССР. Черкасский округ.
11. Зарицкий, Евгений Ерофеевич, министр пищевой промышленности Казахской ССР. Бескольский округ.
12. Ибрагимов, Вагиз Галимович, министр лёгкой промышленности Казахской ССР. Уштобинский округ.
13. Ивасенко, Вера Николаевна, доярка совхоза Калининский Гвардейского района. Кугалинский округ.
14. Каримов, Шакирт, старший табунщик колхоза «30 лет Казахской ССР» Андреевского района. Андреевский округ.
15. Кенебаев, Ауданбек, старший чабан совхоза «Левобережный» Алакульского района. Алакульский округ.
16. Курганский, Тимофей Михайлович, второй секретарь обкома КП Казахстана. Кировский округ.
17. Метелкина, Галина Захаровна, швея швейной фабрики имени XXII съезда КПСС, Талды-Курганский округ.
18. Ногайбаева, Бисара, звеньевая совхоза «Уштобинский» Каратальского района. Каратальский округ.
19. Сушкова, Антонина Ивановна, учительница школы имени Ломоносова, г. Талды-Курган. Талды-Курганский северный округ.
20. Талкибаев, Молдакасым Талкибаевич, первый секретарь Талды-Курганского горкома КП Казахстана. Талды-Курганский южный округ.
21. Тульбасова, Кульбаран, чабан совхоза имени 50-летия СССР Капальского района. Капальский округ.
22. Шаньшина, Валентина Ивановна, старший флотатор обогатительной фабрики свинцовоцинкового комбината, г, Текели. Текелийский округ.
23. Шматов, Александр Иванович, машинист-инструктор депо станции Актогай. Бурлютобинский район. Бурлютобинский округ.

## Тургайская область
1. Бодыкова, Мухлиса, доярка совхоза «Речной» Джангильдинского района. Джангильдинский округ.
2. Бридько, Мария Матвеевна, телятница совхоза «Ярославский» Жаксынского района. Жаксынский округ.
3. Голубенко, Виктор Михайлович, второй секретарь обкома КП Казахстана. Жанадалинский округ.
4. Довгаль, Василий Павлович, первый секретарь Октябрьского райкома КП Казахстана. Октябрьский округ.
5. Колпаков, Пётр Степанович, директор совхоза «Двуречный» Есильского района. Целинный округ.
6. Коркин, Александр Гаврилович, секретарь ЦК КП Казахстана. Аркалыкский округ.
7. Мырзашев, Рысбек, первый секретарь Есильского райкома КП Казахстана. Есильский округ.
8. Наговицина, Евдокия Григорьевна, трактористка совхоза «Братолюбовский» Державинского района. Державинский округ.
9. Сыздыков, Сеилхан, наставник комсомольско-молодёжной чабанской бригады совхоза имени Иманова Амангельдинского района. Амангельдинский округ.
10. Ташкеева, Рыскуль, маляр строительного управления «Отделстрой» треста «Тургайалюминстрой». Тургайский округ.
11. Трофимов, Юрий Николаевич, председатель исполкома областного Совета депутатов трудящихся. Кийминский округ.
12. Якубова, Елизавета Григорьевна, тракторист-комбайнер совхоза «Сарыузенский» Аркалыкского района. Аркалыкский сельский округ.

## Уральская область
1. Абдешев, Темирбек, директор совхоза «Есенсайский» Тайпакского района. Тайпакский округ.
2. Базарбаева, Мария Утербаевна, слесарь-сборщик арматурного завода имени В. И. Ленина, г. Уральск. Железнодорожный округ.
3. Байбулатов, Андрей Валеич, первый секретарь Чапаевского райкома КП Казахстана. Чапзевский округ.
4. Балахметов, Кожахмет Балахметович, министр просвещения Казахской ССР. Казталовский округ.
5. Бежедомов, Георгий Иванович, тракторист-комбайнер колхоза «Дружба» Приурального района. Приуральный округ.
6. Гончаров, Леонид Борисович, министр автомобильных дорог Казахской ССР. Джангалинский округ.
7. Горбунова, Нина Фокеевна, швея Уральского мехового комбината. Заводской округ.
8. Досмурзива, Токташ, скотница племсовхоза «Таловский» Джаныбекского района. Джаныбекский округ.
9. Ерешев, Сагиндык, старший чабан совхоза «Жулдузский» Фурмановского района. Фурмановский округ.
10. Ержанов, Борис Михайлович, министр монтажных и специальных строительных работ Казахской ССР. Ленинский округ.
11. Жумагалиева, Зулайха Музафаровна, старший чабан совхоза «Аккозинский» Каратобинского района. Каратобинский округ.
12. Забильская, Мария Андреевна, доярка колхоза «Хлебороб» Бурлинского района. Бурлинский округ.
13. Иксанов, Мустахим Белялович, первый секретарь обкома КП Казахстана. Джамбейтинский округ.
14. Макарова, Мария Степановна, бригадир маляров домостроительного комбината треста «Уральскпромстрой». Центральный округ.
15. Мальцев, Виктор Михайлович, председатель исполкома Уральского городского Совета депутатов трудящихся. Пушкинский округ.
16. Мукатаев, Кабуш Джумагазиевич, бригадир комплексной бригады колхоза «Родина» Теректинского района. Теректинский округ.
17. Подъяблонский, Виктор Ильич, председатель исполкома областного Совета депутатов трудящихся. Зеленовский округ.
18. Стародубцева, Вера Федоровна, учительница средней школы имени Карла Маркса Каменского района. Каменский округ.
19. Усов, Михаил Иванович, второй секретарь обкома КП Казахстана. Чингирлауский округ.

## Целиноградская область
1. Алдасугуров, Айтмагамбет Алпысбаевич, чабан совхоза «Казахстанский» Ерментауского района. Павловский округ.
2. Бараев, Александр Иванович, директор Всесоюзного научно-исследовательского института зернового хозяйства. Астраханский округ.
3. Батырбеков, Оразай Батырбекович, заведующий отделом организационно-партийной работы ЦК КД Казахстана. Капитоновский
4. Беседин, Василий Дмитриевич, плотникПМК-24г.Целиноград,Це-линоградский центральный округ.
5. Бекбулатова, Кайша Абдрахмановна, доярка совхоза имени КазЦИКа Шортандинского района. Жолымбетский округ.
6. Быкова, Любовь Александровна, телефонистка телеграфно-телефонной станции г. Целинограда. Целиноградский центральный округ.
7. Волох, Раиса Дмитриевна, свинарка совхоза «Максимовский» Балкашинского района. Балкашинский округ.
8. Джулмухамедов, Аблайхан Касымович, председатель исполкома областного Совета депутатов трудящихся. Селетинский округ.
9. Довжик, Михаил Егорович, бригадир тракторно-полеводческой бригады совхоза «Шуйский» Атбасарского района. Атбасарский сельский округ.
10. Дронова, Надежда Константиновна, формовщица Целиноградского насосного завода. Целиноградский восточный округ.
11. Егоров, Александр Михайлович, председатель республиканского объединения «Казсельхозтехника». Краснознаменский округ.
12. Золотарёва, Нина Дмитриевна, машинист мостового крана Целиноградского завода железобетонных конструкций № 1 треста «Уралтрансстрой». Целиноградский северный округ.
13. Кенесова, Жаныкуль Мусиновна, заведующая детским диспансерным отделением городского противотуберкулезного диспансера г. Целинограда. Целиноградский железнодорожный округ.
14. Коновалова, Зоя Андреевна, аппаратчица химводоочистки теплоэлектроцентрали. Городской округ.
15. Коротенко, Геннадий Николаевич, первый секретарь Макинского райкома КП Казахстана. Макинский округ.
16. Красавский, Александр Петрович, шофер совхоза «Колутонский» Мариновского района. Малиновский округ.
17. Куанышев, Оразбек Султанович, второй секретарь обкома КП Казахстана. Шортандинский округ.
18. Кусаинов, Айтпай Бекбулатович, тракторист совхоза «Новорыбинский» Алексеевского района. Кенесский округ.
19. Лысенко, Валерий Васильевич, токарь механо-сборочного цеха завода «Целиноградсельмаш». Целиноградский заводской округ.
20. Павлов, Тимофей Фёдорович, первый секретарь Целиноградского горкома КП Казахстана. Целиноградский вокзальный округ.
21. Сеитов, Утеген Сеитович, прокурор Казахской ССР. Атбасарский городской округ.
22. Смирнов, Сергей Артёмович, первый заместитель председателя Совета Министров Казахской ССР. Строительный округ.
23. Стрельцов, Виктор Степанович, оператор свинокомплекса совхоза имени С. М. Кирова Целиноградского района. Целиноградский сельский округ.
24. Танкибаев, Жанша Абилгалиевич, начальник Главного управления Совета Министров Казахской ССР по материально-техническому снабжению. Алексеевский округ.
25. Требухин, Фёдор Васильевич, министр промышленности строительных материалов Казахской ССР. Ерментауский округ.
26. Турин, Галина Борисовна, бригадир дорожных рабочих строительного управления «Спецстрой» треста «Целиноградтяжстрой». Целиноградский кооперативный округ.
27. Шабатов, Адилхан Кенжебаевич, первый секретарь Кургальджинского райкома КП Казахстана. Кургальджинский округ.
28. Шарф, Иван Иванович, директор совхоза «Акмолинский» Целиноградского района. Новоишимский округ.
29. Шишлова, Нина Тимофеевна, птичница совхоза «Ижевский» Вишневского района. Вишневский округ.

## Чимкентская область
1. Ажигабылов, Мусахан, старший чабан совхоза «Балтакульский» Кзылкумского района. Кзылкумский округ.
2. Азимханова, Жандаркуль, звеньевая механизированного звена совхоза «Караспанский» Бугунского района. Караспанский округ.
3. Аманалиева, Аширкуль, колхозница колхоза имени Ленина Сарыагачского района. Тоболинский округ.
4. Амирбеков, Базарбек, поливальщик совхоза «Кайнарбулакский» Сайрамского района. Карабулакский округ.
5. Аширов, Базарбай, бригадир проходческой бригады рудника «Глубокий» Ачисайского полиметаллического комбината. Кентауский округ.
6. Базарбаев, Муслим Базарбаевич, министр культуры Казахской ССР. Славянский округ.
7. Балкибеков, Жаппар, старший чабан плем-овцезавода «Куюк» Ленинского района. Фогелевский округ.
8. Бушков, Лев Степанович, слесарь по ремонту кранов Чимкентского комбината асбоцемконструкций. Чимкентский Комсомольский округ.
9. Ганиев, Октябрь, бригадир колхоза имени С. М. Кирова Сайрамского района. Беловодский округ.
10. Глущенко, Нелли Ивановна, сверловщица Чимкентского завода прессов-автоматов. Чимкентский центральный округ.
11. Гукасов, Эрик Христофорович, начальник Главного управления по ирригации и строительству рисосеющих совхозов при Министерстве мелиорации и водного хозяйства СССР. Туркестанский сельский округ.
12. Досымова, Улбосын, механизатор совхоза «Победа» Кировского района. Кировский округ.
13. Елеукенов, Шериаздан Рустемович, председатель Государственного комитета Совета Министров Казахской ССР по делам издательств, полиграфии и книжной торговли. Манкентский округ.
14. Елибаев, Абдуразак Алпысбаевич, министр связи Казахской ССР. Сузакский округ.
15. Еспенбетов, Сагат, тракторист совхоза «Алгабас» Адгабасского района. Алгабасский округ.
16. Загорский, Василий Никонорович, секретарь Казсовпрофа. Карл-Марксский округ.
17. Земцова, Тамара Георгиевна, бригадир операторов Туркестанского завода железобетонных изделий. Туркестанский округ.
18. Исаков, Махаматрасул, первый секретарь Туркестанского райкома КП Казахстана. Фрунзенский округ.
19. Кайназарова, Арзанкуль Абдиранбаевна, доярка колхоза имени С. М. Кирова Тюлькубасского района. Балыкшинский округ.
20. Канцеляристов, Пётр Семёнович, председатель Комитета народного контроля Казахской ССР. Вознесенский округ.
21. Касымканов, Аубакир Касымканович, председатель Государственного комитета Совета Министров Казахской ССР по использованию трудовых ресурсов. Первомайский округ.
22. Касымова, Райхан Шариповна, швея чимкентской фабрики «Восход». Чимкентский — Амангельдинский округ.
23. Кобеков, Калыбай, звеньевой совхоза «Казахстан» Чардаринского района. Чардаринский округ.
24. Кожабеков, Таразы, звеньевой колхоза имени М. И. Калинина Ленгерского района. Георгиевский округ.
25. Кожанова, Надежда Ивановна, электромеханик дистанции сигнализации и связи станции Арысь. Арысский округ.
26. Конакбаев, Каскатай Досович, министр бытового обслуживания населения Казахской ССР. Глинковский округ.
27. Куатбекова, Шарипа, колхозница колхоза имени Абая Джетысайского района. Интернациональный округ.
28. Кузнецов, Семён Семёнович, первый заместитель председателя Госплана Казахской ССР. Чимкентский — Ждановский округ.
29. Кузнецова, Любовь Петровна, слесарь-сборщица Кентауского трансформаторного завода. Октябрьский округ.
30. Кульбаева, Хадиша, заместитель главного врача Сайрамского районного медицинского объединения. Сайрамский округ.
31. Лесова, Жумагул, механик-водитель хлопкоуборочной машины совхоза имени Чапаева Келесского района. Абайский округ.
32. Ли, Тен Хан, директор ордена Ленина совхоза-техникума Пахтаарал. Пахтааральский округ.
33. Малдыбеков, Спахул, первый секретарь Келесского райкома КП Казахстана. Келесский округ.
34. Мороз, Иван Константинович, первый секретарь Джетысайского райкома КП Казахстана. Джетысайский округ.
35. Мынбаев, Каир Ердембаевич, председатель Верховного суда Казахской ССР. Ленинский округ.
36. Олжабаев, Джумабек, бригадир комплексной бригады Сарыагачской межколхозной строительной организации. Сарыагачский округ.
37. Плотников, Андрей Павлович, заведующий отделом пропаганды и агитации ЦК КП Казахстана. Александровский округ.
38. Попов, Анатолий Сергеевич, второй секретарь обкома КП Казахстана. Ачисайский округ.
39. Саваровская, Лидия Ивановна, крановщица Чимкентского домостроительного комбината. Чимкентский железнодорожный округ.
40. Синеокая, Людмила Григорьевна, кеттельщица Ленгерской носочно-трикотажной фабрики. Ленгерский округ.
41. Сулейменова, Бибайша, хлопкосборщица совхоза «Бадамский» Бугунского района. Бугунский округ.
42. Терещенко, Александр Иванович, председатель правления колхоза «Победа» Тюлькубасского района. Ванновский округ.
43. Туишева, Галина Степановна, аппаратчица Чимкентского химико-фармацевтического завода имени Ф. Э. Дзержинского. Чимкентский — Бадамский округ.
44. Тулегенова, Бибигуль Ахметовна, солистка Казахского государственного ордена Ленина академического театра оперы и балета имени Абая. Тельманский округ.
45. Тыныбаев, Джумарт Буланович, первый секретарь Чимкентского горкома КП Казахстана. Чимкентский — Коммунистический округ.
46. Урюпова, Лидия Ильинична, мотальщица Чимкентского хлопчатобумажного комбината. Чимкентский — Ленинский округ.
47. Хобдабергенов, Рзабай Жолдинович, директор Чимкентского ордена Ленина свинцового завода имени М. И. Калинина. Чимкентский — Калининский округ.
48. Шаймерденов, Жамалбек, председатель исполкома областного Совета депутатов трудящихся. Туркестанский железнодорожный округ.